# Eleições gerais no Japão em 2017
A 48ª eleição geral dos membros da Câmara dos Representantes (japonês: 第48回衆議院議員総選挙, Hepburn: dai-yonjūhachikai Shūgiin giin sōsenkyo) ocorreu em 22 de outubro de 2017. A votação ocorreu em todos os constituintes dos representantes do Japão - 289 distritos membros e onze blocos proporcionais - para nomear todos os 465 membros (abaixo de 475) da Câmara dos Representantes do Japão, a câmara baixa da bicameral Dieta Nacional do Japão. A coalizão governamental do Partido Liberal Democrata (PLD), do primeiro-ministro Shinzō Abe, e do Komeito obteve uma vitória esmagadora à luz da fraca oposição, conquistando seu quarto mandato e mantendo uma supermaioria de dois terços para rever o artigo 9 da Constituição japonesa, que faz o país renunciar à guerra.
As primeiras eleições foram chamadas no meio da ameaça de mísseis da Coreia do Norte e da desordem do maior partido de oposição, o Partido Democrático. Poucas horas antes do anúncio de Abe sobre as rápidas eleições de 25 de setembro, a governadora de Tóquio, Yuriko Koike, lançou um novo partido reformista conservador, o Kibō no Tō, o Partido da Esperança, que foi visto como uma alternativa viável para a coalizão governante. Isso logo levou à dissolução do Partido Democrático e seus membros foram para o Kibō no Tō. No entanto, a ala liberal do Partido Democrático que Koike se recusou a nomear, formou o Partido Democrático Constitucional do Japão (CDP) liderado por Yukio Edano, o que dividiu a oposição ao meio.
A eleição se transformou em um pleito de três vias, quando o CDP se juntou ao Partido Comunista Japonês e ao Partido Social Democrata em uma plataforma comum que se opõe à revisão constitucional. Apesar do Kibō no Tō ter ficado aquém da expectativa, o CDP surgiu nas pesquisas nos últimos dias antes da eleição e bateu Kibō no Tō para emergir como o primeiro partido da oposição.
Apesar de terem sido interrompidas pelo Tufão Lan, as eleições viram um ligeiro aumento na taxa de participação (53,68%), mas ainda foi a segunda mais baixa no Japão pós-guerra.
A menor participação foi registrada em 2014.
Foi também a primeira eleição depois que a idade de votação foi reduzida de 20 para 18. Abe também se tornou o primeiro primeiro-ministro a conquistar três eleições gerais consecutivas desde 1953 e o primeiro líder do PLD a fazer isso. Ele também deve ser o primeiro ministro a servir por mais tempo no cargo se ele terminar seu mandato completo de quatro anos.

## Resultados Oficiais
| Partido               | Partido                              | Partido                              | Distrito Eleitoral | Distrito Eleitoral | Distrito Eleitoral | Proporcional   | Proporcional    | Proporcional | Deputados | +/-  |
| Partido               | Partido                              | Partido                              | Votos              | %                  | +/-                | Votos          | %               | +/-          | Deputados | +/-  |
| --------------------- | ------------------------------------ | ------------------------------------ | ------------------ | ------------------ | ------------------ | -------------- | --------------- | ------------ | --------- | ---- |
|                       |                                      | Partido Liberal Democrata            | 26 719 032         | 48,21 / 100,00     | 0,11               | 18 555 717     | 33,28 / 100,00  | 0,17         | 284 / 465 | 6    |
|                       | Novo Komeito                         | 832 453                              | 1,50 / 100,00      | 0,05               | 6 977 712          | 12,51 / 100,00 | 1,20            | 29 / 465     | 5         |      |
| Coligação Governativa | Coligação Governativa                | 27 551 485                           | 49,71 / 100,00     | 0,16               | 25 533 429         | 45,79 / 100,00 | 1,03            | 313 / 465    | 11        |      |
|                       |                                      | Partido Democrático Constitucional   | 4 852 097          | 8,75 / 100,00      | Novo               | 11 084 890     | 19,88 / 100,00  | Novo         | 55 / 465  | Novo |
|                       | Partido Comunista                    | 4 998 932                            | 9,02 / 100,00      | 4,28               | 4 404 081          | 7,90 / 100,00  | 3,47            | 12 / 465     | 9         |      |
|                       | Partido Social Democrata             | 634 719                              | 1,15 / 100,00      | 0,36               | 941 324            | 1,69 / 100,00  | 0,77            | 2 / 465      | Estável   |      |
| Coligação Pacifista   | Coligação Pacifista                  | 10 485 748                           | 18,92 / 100,00     | Novo               | 16 430 295         | 29,47 / 100,00 | Novo            | 69 / 465     | Novo      |      |
|                       |                                      | Partido da Esperança                 | 11 437 601         | 20,64 / 100,00     | Novo               | 9 677 524      | 17,36 / 100,00  | Novo         | 50 / 465  | Novo |
|                       | Partido da Inovação do Japão         | 1 765 053                            | 3,18 / 100,00      | 4,98               | 3 387 097          | 6,07 / 100,00  | 9,65            | 11 / 465     | 3         |      |
| Coligação Keiko       | Coligação Keiko                      | 13 202 654                           | 23,82 / 100,00     | Novo               | 13 064 621         | 23,43 / 100,00 | Novo            | 61 / 465     | Novo      |      |
|                       | Outros partidos (com menos de 1,00%) | Outros partidos (com menos de 1,00%) | 211 251            | 0,32 / 100,00      |                    | 729 207        | 1,30 / 100,00   |              | 0 / 465   |      |
|                       | Candidatos Independentes             | Candidatos Independentes             | 3 970 946          | 7,16 / 100,00      | 4,31               |                |                 |              | 22 / 465  | 17   |
| Total                 | Total                                | Total                                | 55 422 087         | 100,00 / 100,00    |                    | 55 752 552     | 100,00 / 100,00 |              | 465 / 465 | 10   |
| Participação          | Participação                         | Participação                         |                    | 53,68 / 100,00     | 1,02               |                | 53,68 / 100,00  | 1,02         |           |      |